# Kvirin iz Siska
Sveti Kvirin (latinsko Quirinus), † 4. junij 308 ali 309, Sabaria (danes Sombotel, Madžarska).

## Življenje
Kvirin je bil škof v rimski koloniji Sisciji, današnjem Sisku, kjer imamo že na začetku 4. st. izpričano krščansko skupnost. Antična škofija v Sisciji je obsegala tudi današnji Zagreb in del Slovenije, namreč Belo krajino, kamor je krščanstvo verjetno tudi prišlo iz Siscije, saj se je po reki Kolpi čez današnjo Belo krajino stekalo trgovsko blago in prav gotovo je, da je Kolpa kot transportna povezava omogočala ne le prenos blaga, temveč tudi idej. Med Dioklecijanovim preganjanjem kristjanov Kvirin ni želel darovati kadila poganskim bogovom, zato so mu okoli vratu privezali mlinski kamen in ga pri mestu Sabaria vrgli v reko Sibar, današnji Gyöngyös (nemško Güns), ki se izliva v Rabo. Njegovo truplo so pozneje pokopali kristjani.

## Češčenje
Najkasneje okrog leta 500 je bil češčen tudi v Ogleju in Gradežu. To dokazuje relikviarij (tako imenovana casetta elittica) v zakladnici gradeške katedrale iz dobe okrog leta 500, na kateri je med osmimi portretiranci upodobljen tudi sveti Kvirin (poleg njega Kristus, Peter, Pavel, Kancij, Kancijan in Kancijanila). Kvirinov god se praznuje 4. junija. Upodabljajo ga v škofovski opravi, okrog vratu ima privezan mlinski kamnen. Je zavetnik mest in škofij Sisek in Krk. V Sloveniji mu je posvečena cerkev svetega Kvirina, Paljevo. 
Slovenski stavbar Martin Petrich oz. Pirich je l. 1495 v gotskem slogu obnovil cerkev svetega Kvirina pri Špetru Slovenov v Beneški Sloveniji, ki je danes v Italiji. Ta cerkev svetega Kvirina ob Nadiži je morda najstarejša v Beneški Sloveniji. Pred to cerkvijo se je pod staro lipo od pradavnine pa vse, dokler Napoleno ni ukinil Beneške republike, zbirala okoli kamnite mize enkrat na leto in po potrebi tudi večkrat Velika Sosjednja ali parlament arengo vseh 36 županstev (kamunov), ki so sodili pod Landarsko in Mjersko Banko. Pod predsedstvom velikih županov so razpravljali in ukrepali o deželnih potrebah, o javnem redu, sodili hudodelstva in prestopke itd. Tu so imeli pod milim nebom beneški Slovenci svoj povsem izviren in demokratičen parlament, kakršnega drugi Slovenci niso poznali.
Na Primorskem je znana različica Kvirinovega imena Rino.